# Matskási István
Matskási István (Budapest, 1942. június 17. –) magyar parazitológus, 1986-tól 2013-ig a Magyar Természettudományi Múzeum igazgatója, a Magyar Tudományos Akadémia köztestületi tagja.

## Élete
Az Eötvös Loránd Tudományegyetem Természettudományi Karán folytatott biológia-földrajz, majd kizárólag biológia szakon tanulmányokat. 1965-ben szerzett szakbiológusi diplomát. Ugyancsak 1965-től Magyar Természettudományi Múzeum parazitológiai gyűjteményének segédmuzeológusa. Parazitológiai kutatásaiból 1969-ben doktorátusi, 1983-ban kandidátusi fokozatot szerzett. 1974-től a Magyar Tudományos Akadémia Állatorvostudományi Kutatóintézetében kutató, 1979-től a Magyar Tudományos Akadémia Központi Hivatala Természettudományi Főosztályán működött tudományszervezési, irányítási feladatkörökben. 1986-ban nevezték ki korábbi munkahelye, a Magyar Természettudományi Múzeum igazgatójának.
Igazgatói munkakörét rendkívül hosszú időn keresztül, 2013-as nyugdíjba vonulásáig megőrizte.
Az Eötvös Loránd Tudományegyetemen muzeológiát, az Állatorvostudományi Egyetemen parazitológiát oktatott.
1997-től 2007-ig elnöke volt a Pulszky Társaság – Magyar Múzeumi Egyesületnek. 2016-ban Éri István-díjjal ismerték el munkásságát. Ezen egyébként így jellemezték az akkor már 75 éves szakembert:
„Matskási István múzeumi munkája összeforrt a Magyar Természettudományi Múzeummal, amelyet 1986–2013 között, 27 évig irányított. Szakmai hozzáértésével és következetes munkájával azonban nemcsak a természettudományos muzeológia ügyében tevékenykedett, hanem a teljes hazai múzeumügy szószólója volt. [...] Széles látókörű, a múzeumi szakma teljes területét átlátó múzeumi szakemberként még ma is aktív tagja, tanácsadója, tiszteletbeli elnöke a Pulszky Társaságnak. Óriási tapasztalatát és vezetői ismereteit címzetes főigazgatóként ma is kamatoztatja a Magyar Természettudományi Múzeumban.”

## Irodalmi munkássága

### Könyvek
- Az új Természettudományi Múzeum. Kiállítási katalógus, Budapest, é. n. [1990-es évek][6]
- (szerk.) Növénytársulások, társuláskomplexek és élőhelymozaikok, Budapest, 1997. (Nemzeti Biodiverzitás-monitorozó Rendszer 3.)[7]
- (szerk.) Növényfajok, Budapest, 1997. (Nemzeti Biodiverzitás-monitorozó Rendszer 4.)[8]
- (szerk.) Rákok, szitakötők és egyenesszárnyúak, Budapest, 1997. (Nemzeti Biodiverzitás-monitorozó Rendszer 5.)[9]
- (szerk.) Madarak, Budapest, 1997. (Nemzeti Biodiverzitás-monitorozó Rendszer 9.)[10]
- (szerk.) Magyar Természettudományi Múzeum, Budapest, 2000.[11]

### Magyar nyelvű folyóiratcikkek
Munkatársa volt a Parasitologia Hungarica, a Magyar Múzeumok, a Múzeumi közlemények, az Élet és Tudomány, a Magyar Tudomány és a Természet Világa című folyóiratoknak.

### Idegen nyelvű folyóiratcikkek
Forrás:
- Matskási I.1970: On the neurosecretory cells of Opisthodiscus diplodiscoide Cohn (Trematodes), and their structural changes during the day.– Folia Parasitologia. 17: 25–30.
- Matskási I. 1973: Flukes from bats in Vietnam.– Acta Zoologica Academiae Scientiarum Hungaricae 19: 339–359.
- Matskási I. 1975: Analysis of host-parasite relationship between bats and flukes in Hungary.– Acta Zoologica Academiae Scientiarum Hungarica. 21: 73–86.
- Matskási I. & Németh I. 1977: Ligula intestinalis (Cestoda: Pseudophyllidea): Studies on the properties of proteolytic and protease inhibitor activities of plerocercoid larvae.– International Journal of Parasitology. 9:221–227.
- Juhász S. & Matskási I.1979: Proteolytic enzymes and enzyme inhibitors in Ascaris suum III. – Acta Veterinaria. 27: 93–97.
- Matskási I. & Hajdú É. 1990: Isoenzyme analysis on some strains of Trypanosoma spp. and Trypanoplasma sp. – Bulletin de la Société Francoise de Parasitologie. 8:248–249.
- Matskási I. & Hajdú É. 1992: Isoenzyme characterization of fish Trypanosoma and Trypanoplasma isolates.– European Journal of Protistology. 28: 350–351